# Diecéze Civita Castellana
Diecéze Civita Castellana (latinsky Dioecesis Civitatis Castellanae) je římskokatolická diecéze v Itálii, která je součástí církevní oblasti Lazio a je bezprostředně podřízena Sv. Stolci. Katedrálou je kostel P. Marie Větší v Civita Castellana, konkatedrály se nacházejí ve městech Gallese, Orte, Nepi a Sutri.

## Stručná historie
Předchůdcem dnešní diecéze Civita Castellana je antická diecéze Faleri Novi, ale v okolí vzniklo více diecézí:  Acquaviva, Baccano, Forum Clodii, Manturanum, Nepi, Orte, Sutri a Gallese. V 7. - 8. století bylo město Faleri opuštěno a obyvatelstvo se přesunulo do dnešní Civita Castellana, spolu s nimi se přesunuli i biskupové. Ti postupně opouštěli starý titul "episcopus ecclesiae Falaritanae" a začali se psát biskupové z Civita Castellana. Tato diecéze postupně absorbovala starší diecéze: Gallese a Orte. Od roku 1976 byly in persona episcopi sloučena i diecéze Nepi a Sutri. ROku 1986 byly zrušeny diecéze Nepi, Sutri, Orte a Gallese (staly se z nich titulární diecéze) a vznikla jediná diecéze Civita Castellana. 